# Guddadahosahalli, Malur
Guddadahosahalli là một làng thuộc tehsil Malur, huyện Kolar, bang Karnataka, Ấn Độ.